# 复合葶苈
复合葶苈（学名：Draba composita）为十字花科葶苈属下的一个种。

## 扩展阅读
- 維基物種上的相關：复合葶苈